# 釘屋四郎兵衛
釘屋 四郎兵衛（くぎや しろべえ）は、江戸時代中期から後期の商家の名跡。江戸日本橋通油町で釘鉄胴物・錫鉛問屋を営んだ。

## 来歴
天明2年（1782年）神田明神に鋳物師らが銅製の手水鉢を奉納した際、取扱商人として銅屋寅次郎・釘屋安兵衛・関岡十郎兵衛とともに連名。『江戸買物独案内』に釘鉄胴物問屋と錫鉛問屋として紹介されているのが見える。明治維新後も店は存続し、大正年間に小伝馬上町にあった「石田末松商店」が後継にあたるか。